# Tania Khalill
Tânia Calil Padis Campos (n. 8 iulie 1977) este o actriță braziliană.

## Filmografie

### Televiziune
| 2002 | Sabor da Paixão                            | Sabrina                   |
| 2004 | Galera                                     | Plurabelle                |
| 2004 | Senhora do Destino                         | Nalva (Marinalva Ferrari) |
| 2006 | Cobras & Lagartos                          | Nikki (Nicole Ortega)     |
| 2006 | Pé na Jaca                                 | Paula                     |
| 2008 | Guerra e Paz                               | Vivi                      |
| 2008 | Casos e Acaso                              | Fabiana                   |
| 2008 | Casos e Acaso                              | Iara                      |
| 2009 | India                                      | Duda                      |
| 2009 | Episódio Especial                          | Si mesma                  |
| 2011 | Acampamento de Férias 2 - A Arvore da Vida | Débora                    |
| 2011 | Fina Estampa                               | Letícia                   |
| 2012 | Salve Jorge                                | Ayla                      |
| 2013 | Joia Rara                                  | Dália Hérnandez           |

### Cinema
| 2011 | Área Q | Valquíria |